# Beradeun
Beradeun is een bestuurslaag in het regentschap Aceh Besar van de provincie Atjeh, Indonesië. Beradeun telt 342 inwoners (volkstelling 2010).